# Hervé Lacroix
Pour les articles homonymes, voir Lacroix.
 (août 2021).
Si vous disposez d'ouvrages ou d'articles de référence ou si vous connaissez des sites web de qualité traitant du thème abordé ici, merci de compléter l'article en donnant les références utiles à sa vérifiabilité et en les liant à la section « Notes et références ».
Hervé Lacroix est un comédien français né le 6 juin 1976 à Paris en Île-de-France et spécialisé en tant que voix off des émissions.

## Voix off
De 2008 à 2016 puis de 2021 à 2023, il est la voix masculine d'Europe 1 ainsi que celle de Radio Contact jusqu'en 2020. Il l'est actuellement[Quand ?] de Contact FM et des chaines TV National Geographic Channel, TF1 Séries Films, France 2 et Public Sénat .
Il est la voix off d'émissions comme : 
- Les reines du shopping sur M6.
- Mask Singer sur TF1.
- Détox ta maison sur TFX.
- Masterchef (saison 4) sur TF1.
- La France des Mystères sur RMC Découverte.
- Les Pouvoirs du corps humain sur France 2 (1re émission )
- Les chansons d'abord sur France 3
- Les rois du shopping sur M6.
- Bunker sur France 4. Il est également présentateur de l'émission.
- Le Plus Grand Quiz de France sur TF1.
- La Soirée de l'étrange sur TF1.
- Les reines du Make-Up sur M6

Il prête sa voix à des publicités et à des documentaires.

## Doublage

### Téléfilms
- Ryan Patrick Shanahan dans :
  - Un homme entre ma fille et moi (2017) : DJ
  - Tu es à moi ! (2019) : Michael

- 2014 : Les Enfants du péché : Bart Winslow (Dylan Bruce)
- 2022 : Sur les traces de ma sœur : Caleb Brown (D. C. Douglas (en))

### Séries télévisées
- 2019 : Watchmen : Wade Tillman / Miroir (Tim Blake Nelson)
- 2021 : Clarice : Joe Hudlin (Raoul Bhaneja (en)) (7 épisodes)
- 2022 : Bang Bang Baby : Zio Bastiano (Simone Corbisiero)

### Jeux vidéo
- 2024 : Dragon Age: The Veilguard : le boucher Daathrata

## Livres audio
- C'est une chose étrange à la fin que le monde de Jean d'Ormesson
- L'Équation africaine de Yasmina Khadra, Audiolib, 2012